# Бьорн Валдегорд
Бьорн Валдегорд (на шведски: Björn Waldegård) е шведски автомобилен рали пилот и Световен шампион в рали шампионата за 1979 година.

## Кариера
Първото му стартиране в ралита е през 1962 г. Успява да се класира на пето място. Следват няколко състезания в родината му, които дават обнадеждаващи резултати. Големия успех идва през 1968 година, когато взима първото място в Рали „Швеция“. Неговата кола „Порше 911“ издържа тежкият маршрут, което отчасти се дължи на неговите забележителни пилотски качества. Следват редица победи през 1970 г., печели Ралитата – Швеция, Монте Карло и Австрия.
1971 г. е сравнително неудачна за него, трети е в Монте Карло, втори в Рали Великобритания, четвърти в Швеция.
През 1972 г. е втори в Швеция, шести в Мароко, трети в Австрия.
1974 г. остава втори в Рали „Сафари“ и е четвърти в Рали „Великобритания“.
1975 г. печели Рали Швеция, Рали Сан Ремо и е трети в Рали Сафари.
1976 г. е втори в Монте Карло, печели Рали „Сан Ремо“ и е трети в Рали „Великобритания“.
Печели три победи през 1977 – Рали „Сафари“, Рали „Акрополис“ и Рали „Великобритания“. Втори е в Рали „Португалия“, трети в Рали „1000 езера“, и пети в Рали „Сан Ремо“.
1978 г. печели отново Рали „Швеция“, втори в Рали „Великобритания“ и четвърти в Рали „Сафари“.
Шампионската 1979 г. е първи в Рали „Акрополис“, три пъти е втори – Монте Карло, Швеция и Португалия, трети в Рали „1000 езера“ и шести в Рали „Сафари“. Заедно с навигатора Ханс Тросцелиус са обявени за шампиони.